# Carla Gallo
Carla Paolina Gallo (Brooklyn, 24 giugno 1975) è un'attrice e modella statunitense.

## Biografia
Di origini italiane, incomincia i primi suoi passi nel mondo cinematografico grazie alla madre nel film Spanking the Monkey nel 1994; successivamente si dedica alla moda ed alla professione di modella, che continuerà ininterrottamente dal 1995 al 2010. Ha inoltre lavorato come attrice in svariate serie TV e ha pure recitato in molti film a livello internazionale. Si è sposata nel 2011 con un imprenditore statunitense e ha dato alla luce Celyne nel 2014.

## Filmografia

### Cinema
- The Gray in Beetween, regia di Joshua Rofè (2002)
- Sexual Life, regia di Ken Kwapis (2005)
- Mission: Impossible III, regia di J. J. Abrams (2006)
- Insanitarium, regia di Jeff Buhler (2008)
- The Slammin' Salmon, regia di Kevin Haffernan (2008)
- I Love You, Man, regia di John Hamburg (2009)
- Funny People, regia di Judd Apatow (2009)
- Mother and Child, regia di Rodrigo García (2009)
- In viaggio con una rock star (Get Him to the Greek), regia di Nicholas Stoller (2010)
- Coming & Going, regia di Edoardo Ponti (2011)
- La mia vita è uno zoo (We Bought a Zoo), regia di Cameron Crowe (2011)
- Beneath the Harvest Sky, regia di Aaron Gaudet (2013)
- Cattivi vicini (Neighbors), regia di Nicholas Stoller (2014)
- Cattivi vicini 2 (Neighbors 2: Sorority Rising), regia di Nicholas Stoller (2016)
- Quattro buone giornate (Four Good Days), regia di Rodrigo García (2020)

### Televisione
- E.R. - Medici in prima linea (ER) – serie TV, episodio 7x05 (2000)
- Undeclared – serie TV, 17 episodi (2001-2003)
- Carnivàle – serie TV, 24 episodi (2003-2005)
- Dr. House - Medical Division (House, M.D.) - serie TV, episodio 3x19 (2007)
- Californication – serie TV, 11 episodi (2008-2009)
- Men of a Certain Age – serie TV, 8 episodi (2009-2011)
- 2 Broke Girls – serie TV, episodio 1x07 (2011)
- Blue – serie TV, 4 episodi (2013)
- Childrens Hospital – serie TV, 2 episodi (2013)
- Bones – serie TV, 33 episodi (2008-2017)
- Burning of Love – serie TV, 6 episodi (2012)
- The Night Shift – serie TV, episodio 3x05 (2016)
- Rosewood – serie TV, 1 episodio (2016)
- Sneaky Pete – serie TV, episodio 3x01 (2019)
- 9-1-1: Lone Star – serie TV, episodio 2x06 (2021)

## Doppiatrici italiane
Nelle versioni in italiano delle opere in cui ha recitato, Carla Gallo è stata doppiata da:
- Paola Majano in Carnivàle
- Michela Alborghetti in Dr. House - Medical Division
- Federica De Bortoli in Californication
- Eleonora Reti in NCIS - Unità anticrimine
- Domitilla D'Amico in Bones
- Carolina Zaccarini in Mayans M.C.